# 分散型取引所
分散型取引所（ぶんさんがたとりひきじょ、英: decentralized exchange, DEX）は、暗号通貨交換所の一形態で、何らかの仲介者を挟むことなく、セキュリティを保ちながらネット上で暗号通貨をピアツーピアで直接やりとりすることを可能にした仕組み。

## 概観
分散型取引所を介して行なわれる取引において、資金の送金やセキュリティを常時監督する典型的な第三者機関（例えば銀行、証券会社、ネット決済業者、政府機関など）は、ブロックチェーンや分散型台帳によって置き換えられる。よく使われる運用形態として、スマート・コントラクトや注文控元帳中継 (order book relaying) の利用が挙げられるが、その他の方法も様々な分散型の度合いに応じて利用可能である。
分散型取引所を介した取引では多くの場合、取引を実行する前に取引所へ資産を移す必要がないため、分散型取引所を利用することでハッキングのリスクを軽減できる。分散型取引所はまた、仮装売買による価格操作や取引高の偽装を防ぐことができ、KYC の履行が求められる交換所より匿名性が高い。
いくつかの指標は、分散型取引所は出来高が少なく流動性が低いことを示している。融通可能な流動性を持った一群の分散型取引所を構築するプロトコルである 0x project はこの問題の解決を目指している。

## 短所
分散型取引所は KYC の手順を踏んでおらず、いったん実行された売買を取り消せないため、一度でもパスワードや秘密鍵を盗まれると途方に暮れることになる。
分散型取引所は流動性プールを用いたものが最も一般的だが、欠点もある。流動性プールによる分散型取引所の一番の問題は、値崩れ (price slippage) とフロントランニングである。

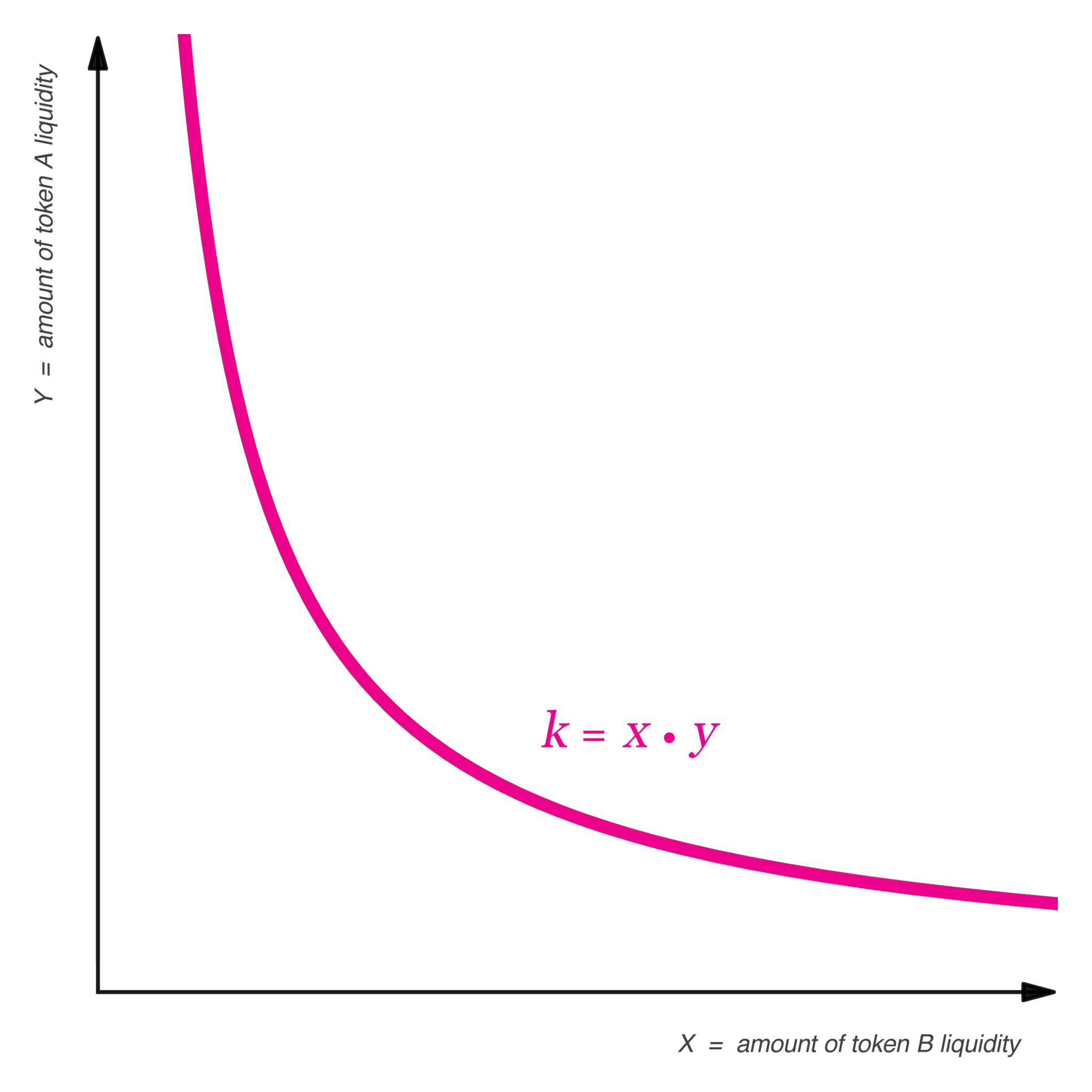
流動性プールによる取引で一般に使われる、基本的な価格調整機能のグラフ

「値崩れ」は、取引量が多ければそれだけ価格変動も大きくなるという自動マーケットメーカー (Automated Market Makers, AMM) の性質そのものに起因する。例えば、実際に稼働中の自動マーケットメーカーがあったとして、x と y をプールの中の暗号通貨（もしくはトークン）とすると、各々の取引は xy = k を一定にするように成される。従ってある一時の取引量 Δx が大きくなると、交換レートを決める y/x は小さくなる。こうした問題は取引の規模が大きかったり、流動性プールの規模が小さいときに起こる。
「フロントランニング」は、公開されているブロックチェーンでの詐術のひとつで、これを行なうユーザ（通常は採掘者）は、新しいトランザクションが送られてくるのを見て（例えば取引手数料を細工するなどして）自分のトランザクションを先に成立させてしまい、元のトランザクションの旨味をより少なくしたり、場合によってはキャンセルさせてしまう。
稼働中の自動マーケットメーカーでフロントランニングをいかに防ぐかは、ヴィタリック・ブテリンの投稿で初めて議論された。

## 分散型の度合い
分散型取引所といえども中央集権的なコンポーネントは使用しており、それゆえ取引所のある種の制御はやはり中央集権的な仕組みとなっている。有名な例として、IDEX がニューヨーク州のユーザの売買注文をブロックした件がある。
2018年7月、分散型取引所の Bancor はハッキングを受け、資金を凍結するまでに1350万ドル相当の資産を失ったと報じられた。ライトコインの創設者であるチャーリー・リーは Twitter で、顧客の資金を失ったり凍結してしまう可能性があるならば取引所を分散型にすべきではないと公然と主張した。
分散型取引所の運用者は政府の取締当局から法的問題を突き付けられることもある。その一例が EtherDelta の創設者で、未登記の証券取引所を運営した廉について2018年11月に米国証券取引委員会と和解した。
イーサリアムのブロックチェーンを用いて構築された ユニスワップは数ある分散型取引所の中でも最大の取引量を持ち、2021年5月5日にイーサリアムのメインネットに V3 を展開した。